# Gecse
Gecse es un pueblo ubicado en el distrito de Pápa, en el condado de Veszprém, Hungría.

## Superficie
Posee una superficie de 9,340 kilómetros cuadrados.

## Demografía
Hasta 2019 la población era de 422 habitantes, con una densidad de población de 45,18 habitantes por kilómetro cuadrado.